# Enicospilus venius
Enicospilus venius là một loài tò vò trong họ Ichneumonidae.